# Vasikkaselkä (del av Enare träsk)
Vasikkaselkä samiska: Kálbáiääpi, är en del i norra delen av Enare träsk i landskapet Lappland.